# Convento e Igreja da Graça

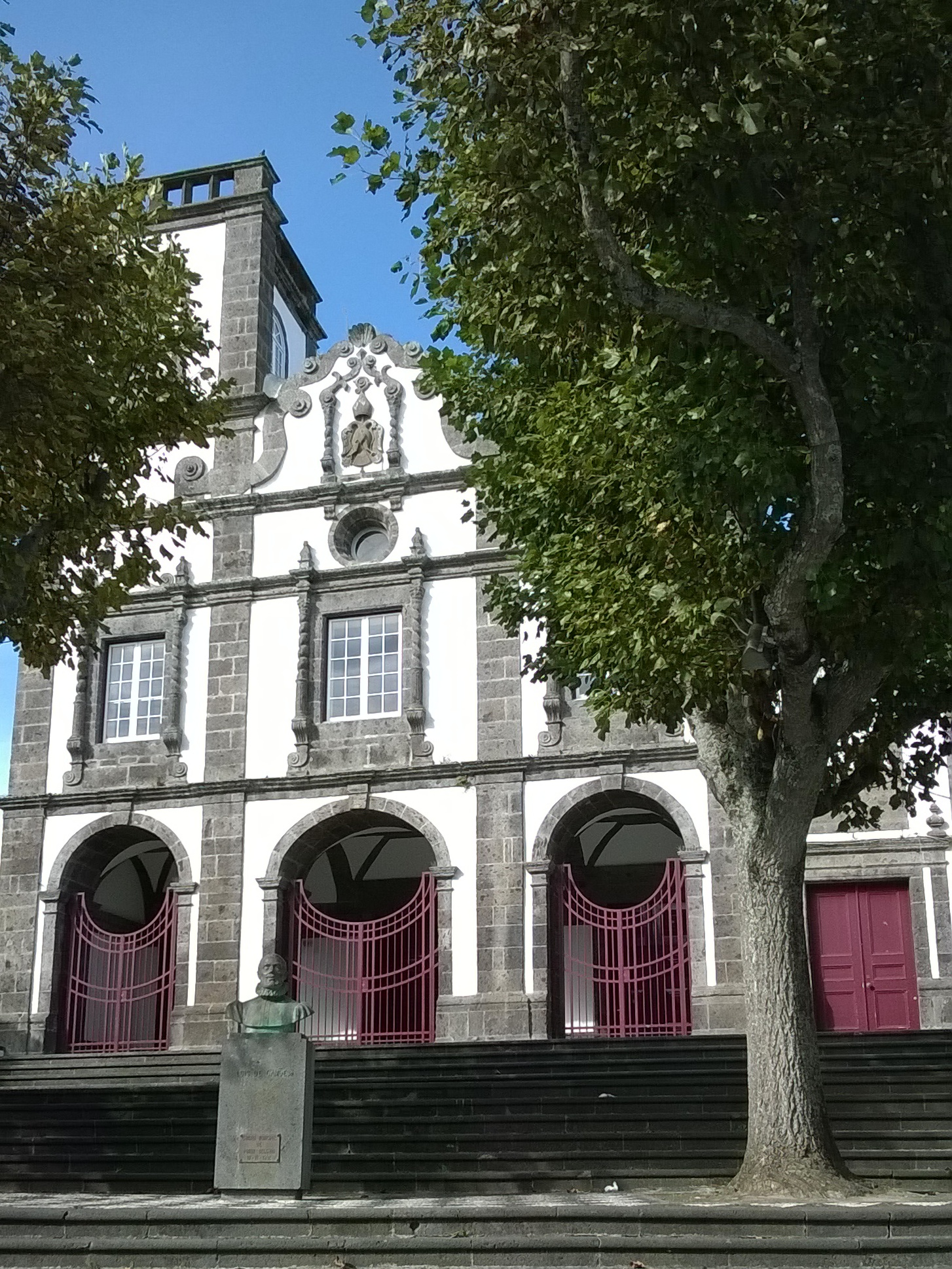
Igreja da Graça, Ponta Delgada. Na escadaria um busto, em bronze, de Luís de Camões, nome do largo fronteiro (Largo de Camões).

O Convento e Igreja da Graça localizam-se na freguesia de São Pedro, na cidade e concelho de Ponta Delgada, na ilha de São Miguel, na Região Autónoma dos Açores, em Portugal.

## História
O conjunto foi erguido em meados do século XVII.
Após a extinção das Ordens Religiosas no país (1834), este conjunto sofreu várias transformações, destacando-se a adaptação das instalações do convento a liceu e das da igreja a tribunal. Posteriormente, da clausura do convento, hoje parcialmente demolida, construiu-se um edifício onde funcionou, até há alguns anos, a Biblioteca Pública e Arquivo Regional de Ponta Delgada e uma escola primária.
Desde 2004 alberga o Conservatório Regional de Ponta Delgada, no espaço do antigo templo e, no espaço do antigo claustro, o Auditório Municipal "Luís de Camões".

## Características
Exemplar de arquitetura religiosa, de enquadramento urbano.
O conjunto é precedido por uma escadaria a partir do fronteiro Largo de Camões.
Apresenta uma fachada principal com galilé e três janelões decorados com colunas torças.
O interior do templo encontra-se descaracterizado com varandas de betão no vão dos arcos que separam a nave central das laterais.